# 絶対少年 (アルバム)
『絶対少年』（ぜったいしょうねん）は、1997年6月21日に発売された鈴木真仁の2枚目のアルバム。

## 解説
『絶対少年』という同名のテレビアニメがあるが、本アルバムとの関係はない（ただし、鈴木はこのアニメ作品の登場キャラクター、深山美佳を演じている）。

## 収録曲
- 全編曲：西崎憲

1. Pieces [04:11]
作詞：相田毅／作曲：鳥渕康
2. アコーディオン通りの猫 [05:04]
作詞・作曲：梶山織江
3. Trouble Maker（ALBUM Ver.） [03:39]
作詞：雄鹿美子／作曲：半沢一雄
※NINTENDO 64用ゲームソフト『ゆけゆけ!!トラブルメーカーズ』テーマソング。
4. Film [04:30]
作詞・作曲：梶山織江
5. 悲しくてやりきれない [03:28]
作詞：サトウハチロー／作曲：加藤和彦
※ザ・フォーク・クルセダーズの同名曲のカバー。
6. Water [03:53]
作詞：鈴木真仁／作曲：新居昭乃
7. 絶対少年 [03:55]
作詞：芳澤ルミ子／作曲：佐藤英敏
8. ガラスのメリーゴーランド [05:18]
作詞：高井美甫／作曲：鳥渕康
9. 蒼の部屋 [04:56]
作詞：小峰公子／作曲：吉良知彦
10. カプセル（ALBUM Mix.） [04:18]
作詞・作曲：梶山織江
※ラジオドラマ『ラダマントゥス外伝』テーマソング。
11. マザーサン [06:20]
作詞・作曲：梶山織江